# Marcello Durazzo
Marcello Durazzo (né le 6 mars 1633 à Gênes, alors capitale de la république de Gênes, et mort le 27 avril 1710 à Faenza, alors dans les États pontificaux) est un cardinal italien du XVIIe siècle. Il est le fils du doge de Gênes, César I Durazzo, et est un neveu du cardinal Stefano Durazzo.

## Biographie
Marcello Durazzo est gouverneur de Rimini, gouverneur de Fano, vice-légat à Bologne, gouverneur d'Ancône, gouverneur de la province de Campagna e Marittima, gouverneur de Viterbe et exerce des fonctions auprès du Tribunal suprême de la Signature apostolique.
Il est nommé archevêque titulaire de Chalcédoine (de) en 1671 et est envoyé comme nonce apostolique en Savoie (en), puis au Portugal (en) en 1673 et en Espagne en 1685. Il est vice-légat à Avignon d'août 1672 à avril 1673.
Le pape Innocent XI le crée cardinal lors du consistoire du 2 septembre 1686. Le cardinal Durazzo est abbé commendataire de Malignano et de Cremone. Il est nommé en 1687 évêque de Carpentras, dans le Comtat Venaissin. Il est transféré à l'archidiocèse de Ferrare en 1690 et de Spolète en 1691. En 1693, il est nommé légat à Bologne et en 1695 il est transféré au diocèse de Faenza. De 1701 à 1706 il est légat à Romandiola.
Le cardinal Durazzo ne participe pas au conclave de 1689, lors duquel Alexandre VIII est élu pape, mais il participe à celui de 1691 (élection d'Innocent XII) et à celui de 1700 (élection de Clément XI).